# Henri Delcellier (Musiker)
Joseph Henri Jean Delcellier (* 21. September 1872 in Béziers/Okzitanien; † 27. Dezember 1967 in Montreal) war ein französisch-kanadischer Klarinettist, Geiger, Chorleiter und Dirigent.

## Leben
Delcellier hatte Klarinettenunterricht bei seinem Vater, studierte Geige und Musiktheorie an der École Niedermeyer in Paris und Dirigieren bei Alexandre Luigini und Léon Jehin. Er wurde Konzertmeister im Orchester der Pariser Oper, spielte Geige in verschiedenen anderen Pariser Orchestern und trat als Dirigent im Casino de Paris auf.
1911 ging er als Chorleiter der Montreal Opera Company nach Kanada. Nach seinem Militärdienst im Ersten Weltkrieg inszenierte und dirigierte er ab 1917 musikdramatische Werke am Théâtre Impérial und am Monument-National. Als Instrumentalist und Dirigent arbeitete er für die Radiostation CKAC und die CBC. Beim Orchester des Konservatoriums von Montreal wirkte er 1934–35 als Personalmanager und danach bis 1952 als Klarinettist. Von 1935 bis 1952 war er Vizepräsident der Guilde des musiciens de Montréal.
Die Kompositionen Delcelliers für Orchester und für Harmoniemusik blieben unveröffentlicht. Sein Bruder Joseph Delcellier und sein Sohn Henri-Aimé Delcellier waren Klarinettisten, seine Tochter Marthe Delcellier war Cellistin. Die Harfenistin Marie Iösch-Lorcini ist seine Enkelin.